# Sauschädelstehlen
Das Sauschädelstehlen oder Saukopfstehlen ist ein österreichischer Brauch, der meist in der Faschingszeit ausgeübt wird und besonders in Oberösterreich, der Steiermark und in Kärnten verbreitet ist. Dabei wird der Sauschädel, der bei einer Hausschlachtung oft vor den Stall gestellt wird, gestohlen, ohne dass es vom Besitzer bemerkt wird. Sobald das Verschwinden des Schädels bemerkt wurde, macht sich das ganze Dorf auf die Suche danach und versucht auch die Diebe ausfindig zu machen. Dabei stellen sich die Diebe aber oft selbst.

## Verhandlung
Nachdem der Schädel wiedergefunden wurde, gibt es beim Dorfwirt eine Gerichtsverhandlung. Hier wird der Richter bestimmt sowie alle Täter, Mitwisser sowie der Bauer und der Schlachter vorgeladen. Dabei werden meist alle für schuldig befunden: Die Diebe für das Stehlen, die Mitwisser wegen Mitverschwörung, und der Bauer und der Schlachter, weil sie nicht aufgepasst haben. Unterdessen werden auch hohe Geld- und Getränkestrafen für Zwischenrufe ausgeteilt, die in der Gerichtskasse gesammelt und anschließend gespendet werden. Anschließend wird der Saukopf meist von den Anwesenden verspeist.

## Heutige Situation
Früher war der Brauch weit verbreitet, jedoch gab es im Laufe der Zeit immer weniger Hausschlachtungen, wodurch auch das Sauschädelstehlen seltener wurde. Mittlerweile werden von Touristenverbänden solche Veranstaltungen organisiert. Dabei wird meist das ganze Dorf mit eingebunden, um den Gästen ein Erlebnis zu bereiten.